# Wesley Chapel South
Wesley Chapel South é uma Região censo-designada localizada no estado americano de Flórida, no Condado de Pasco.

## Demografia
Segundo o censo americano de 2000, a sua população era de 3245 habitantes.

## Geografia
De acordo com o United States Census Bureau tem uma área de
28,9 km², dos quais 28,8 km² cobertos por terra e 0,1 km² cobertos por água.

## Localidades na vizinhança
O diagrama seguinte representa as localidades num raio de 16 km ao redor de Wesley Chapel South.